# جرج هالی
جرج هالی (به انگلیسی: George Holley) زادهٔ ۲۰ نوامبر ۱۸۸۵ بازیکن فوتبال اهل انگلستان بود که سابقهٔ بازی در تیم ملی فوتبال انگلستان را در کارنامهٔ خود دارد. وی در تاریخ ۱۵ مارس ۱۹۰۹ نخستین بازی ملی خود را در مقابل تیم ملی فوتبال ولز انجام داد و با حضور در ۱۰ بازی ملی، در تاریخ ۵ آوریل ۱۹۱۳ واپسین بازی ملی‌اش را در برابر تیم ملی فوتبال اسکاتلند برگزار کرد.
این بازیکن توانسته در بازی‌های ملی، ۸ گل به ثمر برساند.